# Kiszkowo (gromada)
Kiszkowo – dawna gromada, czyli najmniejsza jednostka podziału terytorialnego Polskiej Rzeczypospolitej Ludowej w latach 1954–1972.
Gromady, z gromadzkimi radami narodowymi (GRN) jako organami władzy najniższego stopnia na wsi, funkcjonowały od reformy reorganizującej administrację wiejską przeprowadzonej jesienią 1954 do momentu ich zniesienia z dniem 1 stycznia 1973, tym samym wypierając organizację gminną w latach 1954–1972.
Gromadę Kiszkowo z siedzibą GRN w Kiszkowie utworzono – jako jedną z 8759 gromad na obszarze Polski – w powiecie gnieźnieńskim w woj. poznańskim, na mocy uchwały nr 19/54 WRN w Poznaniu z dnia 5 października 1954. W skład jednostki weszły obszary dotychczasowych gromad Kiszkowo, Łubowice, Łubowiczki, Rybno i Węgorzewo oraz miejscowości Charzewo z dotychczasowej gromady Sroczyn ze zniesionej gminy Kiszkowo w tymże powiecie. Dla gromady ustalono 19 członków gromadzkiej rady narodowej.
1 stycznia 1959 do gromady Kiszkowo włączono obszar zniesionej gromady Turostowo w tymże powiecie.
1 stycznia 1962 do gromady Kiszkowo włączono miejscowości Olekszyn, Łagiewniki Kościelne i Wola Łagiewnicka ze zniesionej gromady Łagiewniki Kościelne w tymże powiecie.
31 grudnia 1971 do gromady Kiszkowo włączono miejscowości Głębokie-Berkowo, Imiołki, Myszki, Skrzetuszewo, Sławno-Kamionek i Ujazd ze zniesionej gromady Sławno w tymże powiecie.
Gromada przetrwała do końca 1972 roku, czyli do kolejnej reformy gminnej.  1 stycznia 1973 w powiecie gnieźnieńskim reaktywowano gminę Kiszkowo.